# Ecsenius pulcher

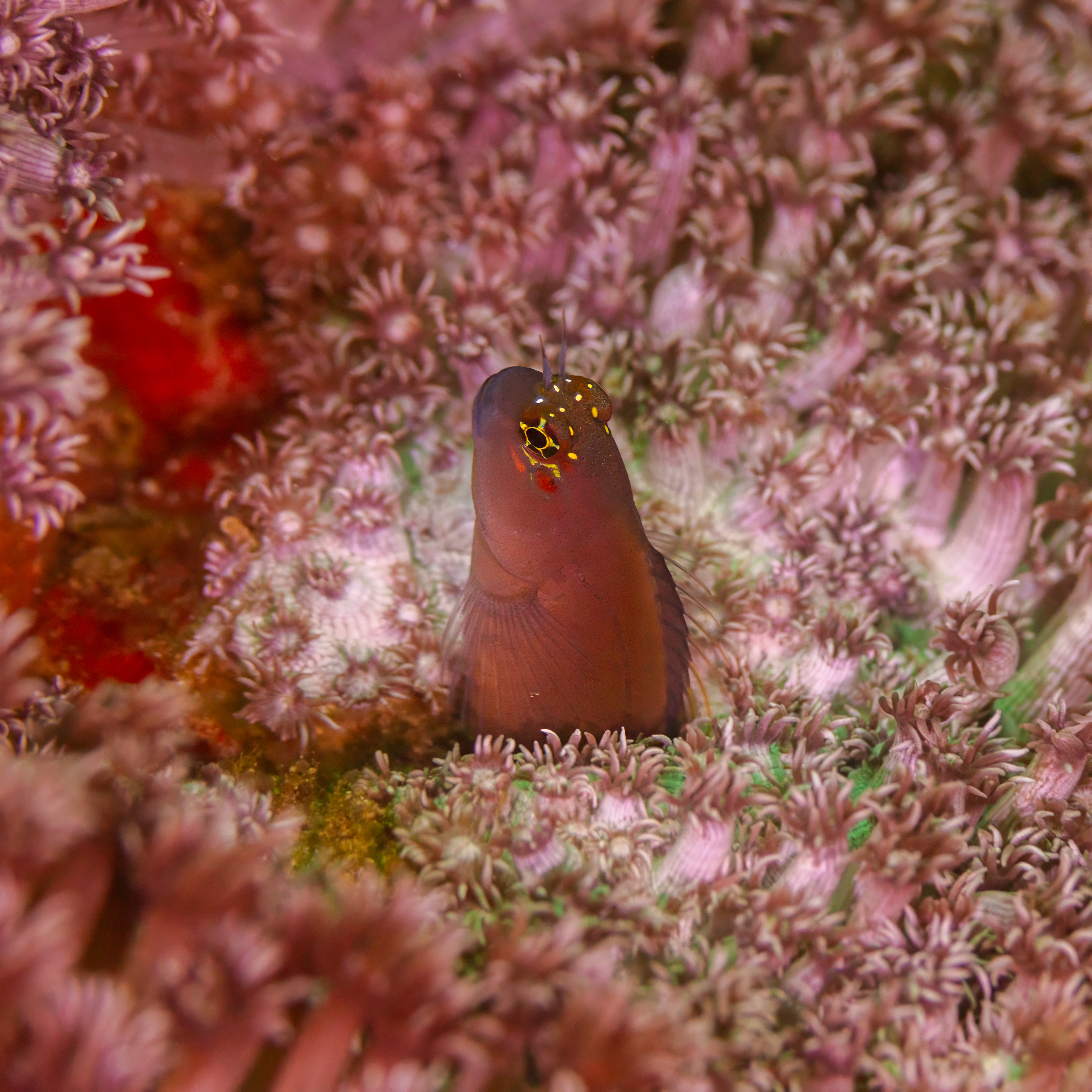
Detalle de la cabeza.

Ecsenius pulcher es una especie de pez de la familia Blenniidae en el orden de los Perciformes.

## Morfología
- Número de  vértebras: 37-39.

## Reproducción
Es ovíparo.

## Hábitat
Es un pez de mar y de clima tropical.

## Distribución geográfica
Se encuentra en el Golfo Pérsico, el Golfo de Omán, la costa de Omán y la costa noroeste de subcontinente indio.